# ميلوش بوجوفيتش
ميلوش بوجوفيتش مواليد 10 ديسمبر 1994 في الجبل الأسود، هو لاعب كرة يد مونتينيغري يلعب كظهير أيسر. يلعب حاليا مع نادي جورينيه فيلينيه لكرة اليد ويحمل الرقم 2.

## روابط خارجية
- ميلوش بوجوفيتش على موقع الاتحاد الأوروبي لكرة اليد (الإنجليزية)